# Economische Voorlichtingsdienst
De EVD, internationaal ondernemen en samenwerken (voorheen Economische Voorlichtingsdienst) was een agentschap van het ministerie van Economische Zaken en ondersteunde ondernemers en publieke organisaties bij het internationaal ondernemen en samenwerken. De EVD stimuleerde internationale activiteiten met informatie over buitenlandse markten, met projectmatige en financiële ondersteuning en door het leggen van contacten met zakenpartners in het buitenland.

## Herstructurering
De uitvoeringsdiensten Octrooicentrum Nederland, EVD en SenterNovem vormden sinds 1 januari 2010 één uitvoeringsagentschap van het ministerie van Economische Zaken onder de naam Agentschap NL. Dit agentschap kreeg vijf afzonderlijke thematische divisies. De EVD is opgegaan in de divisie NL EVD Internationaal. Tegenwoordig is het onderdeel van Rijksdienst voor Ondernemend Nederland.